# Surau (Taba Penanjung)
Surau is een bestuurslaag in het regentschap Bengkulu Tengah van de provincie Bengkulu, Indonesië. Surau telt 456 inwoners (volkstelling 2010).